# Epistole (Orazio)
Le Epistole (Epistulæ, in latino) sono una raccolta di lettere poetiche scritte dal poeta latino Quinto Orazio Flacco. Furono pubblicate nel 20 a.C.

## Struttura
L'opera consta di due libri, il primo di 20 epistole, che svolgono argomento perlopiù filosofici, e il secondo di 3 componimenti, alquanto ampi, su questioni di critica letteraria.
Di questi, la prima epistola è indirizzata ad Augusto, la seconda a Giulio Floro, mentre la terza, l'Epistola ai Pisoni o Ars Poetica, forse concepita da Orazio come a sé stante, fu ricompresa nella raccolta solo dagli editori rinascimentali in poi.

## Componimento
La poesia delle epistole è più intima, incline alla meditazione pacata e definitivamente depurata dall'invettiva satirica. I due componimenti del secondo libro sono indirizzati a personaggi importanti della Roma del tempo: il primo è indirizzato a Mecenate e tratta dell'evoluzione della storia della letteratura romana; il secondo è indirizzato a Giulio Floro, e ritorna sui motivi che hanno condotto l'autore ad abbandonare la poesia spingendosi alla ricerca della saggezza, invitandolo a cercare il giusto mezzo tra l'avidità e la dissipazione e a ritirarsi dalla vita pubblica prima di diventare ridicolo.
Alla terza epistola del secondo libro viene spesso attribuito il nome di 'Ars Poetica, poiché Orazio disegna una sintesi teorica della natura, degli scopi e degli strumenti della poesia.
Il terzo viene indirizzato ai Pisoni, considerato una dichiarazione poetica: per questo per molto tempo circolò come un trattato di poetica autonoma sotto il nome di Ars Poetica, considerato un caposaldo alla stregua della Poetica di Aristotele. Afferma che la letteratura non deve solo intrattenere ma anche trasmettere valori. La poesia deve tenere un equilibrio formale e capacità di miscere utili dulci, avere carattere paideutico e forma soave.
Egli sottolinea l'importanza del labor limae (il lavoro di cesello, e per questo elogia il poeta Elvio Cinna che aveva del tutto revisionato la sua opera prima di pubblicarla) e della callida iunctura, cioè l'accorta disposizione delle parole e l'accurata articolazione del periodo. Orazio dà suggerimenti su come ottenere un perfetto stile di scrittura e su come il poeta non debba mai spingersi al di là delle proprie capacità.